# Championnat d'Eswatini de football 2023-2024
Navigation
Édition précédente Édition suivante
La saison 2023-2024 du Championnat d'Eswatini de football est la quarante-sixième édition de la Premier League, le championnat national de première division en Eswatini. Quatorze équipes sont regroupées au sein d'une poule unique où elles affrontent deux fois leurs adversaires, à domicile et à l'extérieur. En fin de saison, les deux derniers du classement sont relégués et remplacés par les deux meilleures équipes de deuxième division.
Green Mamba est le tenant du titre, en fin de saison Mbabane Swallows remporte le championnat et le huitième titre de son histoire.

## Participants
- Denver Sundowns Football Club
- Manzini Wanderers Football Club
- Young Buffaloes Football Club
- Moneni Pirates Football Club
- Mbabane Highlanders
- Mbabane Swallows Football Club
- Tambuti FC est renommé Ezulwini United [3]
- Green Mamba Football Club
- Royal Leopards Football Club
- Manzini Sea Birds Football Club
- Nsingizini Hotspurs
- Madlenya
- Shiselweni Rangers FC - Promu de D2
- Illovo - Promu de D2

## Compétition

### Classement
Le classement est établi sur le barème de points suivant : victoire à 3 points, match nul à 1, défaite à 0.
| Rang | Équipe                        | Pts | J  | G  | N  | P  | Bp | Bc | Diff |
| ---- | ----------------------------- | --- | -- | -- | -- | -- | -- | -- | ---- |
| 1    | Mbabane Swallows              | 55  | 26 | 15 | 10 | 1  | 44 | 20 | +24  |
| 2    | Green Mamba T                 | 50  | 26 | 15 | 5  | 6  | 56 | 22 | +34  |
| 3    | Nsingizini Hotspurs           | 48  | 26 | 12 | 12 | 2  | 27 | 17 | +10  |
| 4    | Young Buffaloes FC            | 46  | 26 | 14 | 4  | 8  | 50 | 26 | +24  |
| 5    | Royal Leopards FC             | 46  | 26 | 12 | 10 | 4  | 38 | 27 | +11  |
| 6    | Mbabane Highlanders           | 38  | 26 | 10 | 8  | 8  | 36 | 36 | 0    |
| 7    | Illovo P                      | 34  | 26 | 8  | 10 | 8  | 23 | 27 | -4   |
| 8    | Madlenya                      | 27  | 26 | 6  | 9  | 11 | 21 | 39 | -18  |
| 9    | Shiselweni Rangers FC P       | 26  | 26 | 6  | 8  | 12 | 24 | 29 | -5   |
| 10   | Ezulwini United               | 25  | 26 | 5  | 10 | 11 | 19 | 28 | -9   |
| 11   | Manzini Sea Birds FC          | 25  | 26 | 5  | 10 | 11 | 25 | 43 | -18  |
| 12   | Moneni Pirates                | 22  | 26 | 3  | 13 | 10 | 27 | 34 | -7   |
| 13   | Denver Sundowns Football Club | 21  | 26 | 5  | 6  | 15 | 18 | 36 | -18  |
| 14   | Manzini Wanderers             | 21  | 26 | 4  | 9  | 13 | 27 | 51 | -24  |

|  | Qualification pour la Ligue des champions de la CAF 2024-2025 |
|  | Qualification pour la Coupe de la confédération 2024-2025     |
|  | Relégation directe en deuxième division                       |
|  | T : Tenant du titre P : Promu de deuxième division            |

- Le vice-champion Green Mamba se désiste pour participer à la Coupe de la confédération 2024-2025, il est remplacé par le troisième du classement, Nsingizini Hotspurs[4].

## Bilan de la saison
| Championnat d'Eswatini de football 2023-2024 |                                           |
| Champion                                     | Mbabane Swallows Football Club (8e titre) |
| Qualifications continentales                 |                                           |
| Ligue des champions de la CAF 2024-2025      | Mbabane Swallows Football Club            |
| Coupe de la confédération 2024-2025          | Nsingizini Hotspurs                       |
| Promotions et relégations                    |                                           |
| Promus en Premier League                     | Sisonkhe                                  |
| Promus en Premier League                     | Sidvwashini United                        |
| Relégués en First Division League            | Denver Sundowns Football Club             |
| Relégués en First Division League            | Manzini Wanderers                         |